# Кожин, Евгений Алексеевич
Евгений Алексеевич Кожин (28 сентября 1950 — 25 мая 2016) — советский регбист, выступавший на позиции флай-хава, мастер спорта СССР. Известен по играм за РК «Слава», является его первым в истории капитаном команды.

## Биография
Выпускник V факультета МАИ, играл за его регбийную команду. Осенью 1974 года в составе группы выпускников МАИ (туда входили Валерий Баранов, Владимир Вирцер, Валерий Токаревский, Юрий Сигаев и Валерий Хроменков) прибыл к генеральному директору 2-го Московского часового завода «Слава» Дмитрию Парамонову с предложением сформировать регбийную команду при часовом заводе. В том же году он дебютировал в составе сборной клубов СССР на международном турнире «Социалистическая индустрия». Он же стал первым в истории клуба капитаном, выведя его на матч отборочного турнира в Сочи с тбилисским «Локомотивом».
В 1975 году в составе клуба «Слава» Кожин стал лучшим бомбардиром чемпионата СССР, набрав 87 очков (больше трети от всех набранных клубов очков в сезоне). В 1976 году с командой завоевал серебряные медали чемпионата СССР и, набрав уже 111 очков, установил действовавший на тот момент рекорд чемпионатов СССР: в чемпионате он занёс две попытки, пробил 14 реализаций, забил 21 штрафной и 3 дроп-гола. В том же году включён в список 30 лучших регбистов чемпионата СССР, а в составе советской сборной сыграл на турнирах «Социалистическая индустрия» и «Золотые пески».
В 1977 году завоевал во второй раз серебряные медали с командой, а также отметился играми на турнире «Социалистическая индустрия» в составе сборной СССР и матчем против команды Сиднея за клуб «Слава» 4 мая (поражение 12:38, провёл реализацию и забил штрафной). В 1978 году занял 4-е место с командой в чемпионате СССР. В 1979 году выиграл первый и единственный титул чемпиона СССР, став лучшим бомбардиром клуба с 90 очками в своём активе и заняв 2-е место в рейтинге бомбардиров. В 1980 году стал бронзовым призёром чемпионата страны, набрав 76 очков в матчах чемпионата (5-е место в гонке бомбардиров). За сборную СССР играл в 1976—1977 годах, проведя 15 игр и набрав 25 очков.
Похоронен на Никольском кладбище в Балашихе.

## Достижения

### Командные
- Чемпион СССР: 1979[14]
- Серебряный призёр чемпионата СССР: 1976[9], 1977[12]
- Бронзовый призёр чемпионата СССР: 1980[17]

### Личные
- Лучший бомбардир чемпионата СССР: 1975 (87 очков)[8], 1976 (111 очков)[10]
- В списке 30 лучших советских регбистов: 1976[10]